# Jirawat Makarom
Jirawat Makarom (tiếng Thái: จิรวัฒน์ มัครมย์; sinh ngày 7 tháng 2 năm 1986) là một cầu thủ bóng đá người Thái Lan thi đấu ở vị trí tiền vệ cho câu lạc bộ Giải bóng đá Ngoại hạng Thái Lan Air Force Central.

## Sự nghiệp câu lạc bộ

### Thai Port
Jirawat trở thành cầu thủ ra sân thường xuyên của Thai Port FC mùa giải 2009. Anh được ưu tiên cho những quả đá phạt với thành tích 6 trong 7 bàn trong mùa giải 2009. Anh đoạt danh hiệu cầu thủ xuất sắc nhất trận đấu ở Chung kết Cúp Hiệp hội Bóng đá Thái Lan 2009, và cũng đạt giải thưởng Cầu thủ hứa hẹn nhất bởi Thai Port FC. Anh thi đấu và ghi một bàn thắng ở chung kết Cúp Liên đoàn Bóng đá Thái Lan 2010 và giành chức vô địch sau khi Thai Port đánh bại Buriram PEA F.C. 2-1.

### Buriram FC
Jirawat gia nhập Buriram FC năm 2011 và giành chức vô địch Thai Division 1 League 2011 cùng với đội bóng.

### Buriram United
Anh gia nhập Buriram PEA F.C. (hiện tại là Buriram United) năm 2012. Tại Giải vô địch bóng đá các câu lạc bộ châu Á 2012, anh ghi bàn thắng đầu tiên cho Buriram PEA F.C. trước Kashiwa Reysol.
Jirawat thi đấu ở Giải vô địch bóng đá các câu lạc bộ châu Á 2013 với Buriram United. Pha phạt góc của anh đã kiến tạo cho Osmar ở Giải vô địch bóng đá các câu lạc bộ châu Á 2013 trước Esteghlal, và pha đá phạt của anh cũng kiến tạo cho Ekkachai Sumrei trước Bunyodkor. Jirawat ghi bàn trước Bangkok United FC vào tháng 10 giúp Buriram United vô địch tại Giải bóng đá Ngoại hạng Thái Lan 2013.

## Sự nghiệp quốc tế
Jirawat ra mắt cho đội tuyển quốc gia ở Cúp Nhà vua Thái Lan 2012. Anh vào sân từ ghế dự bị trong màn ra mắt không chính thức trước Hàn Quốc ở Cúp Nhà vua Thái Lan 2012. Anh vào sân từ ghế dự bị thay cho Sumanya Purisai, trong trận ra mắt chính thức trước Na Uy. Ngày 29 tháng 2 năm 2012, Jirawat ra sân từ đầu cho Thái Lan trong trận đấu với Oman ở Vòng loại giải vô địch bóng đá thế giới 2014.

## Phong cách chơi bóng
Jirawat được biết đến nhờ những pha đá phạt và phạt góc nguy hiểm và có thể thành bàn hoặc giúp cầu thủ khác ghi bàn. Các đường chuyền của Jirawat đều chính xác, và kiến tạo cho nhiều cầu thủ. Jirawat có thể thi đấu ở vị trí tiền vệ trung tâm, tấn công hoặc phòng ngự.

### Quốc tế
Tính đến 12 tháng 11 năm 2015
| Đội tuyển quốc gia | Năm  | Số trận | Bàn thắng |
| ------------------ | ---- | ------- | --------- |
| Thái Lan           | 2012 | 4       | 0         |
| Thái Lan           | Tổng | 4       | 0         |

## Danh hiệu

### Câu lạc bộ
Thai Port
- Cúp Hiệp hội Bóng đá Thái Lan (1): 2009
- Cúp Liên đoàn Bóng đá Thái Lan (1): 2010

Buriram
- Thai Division 1 League (1): 2011

Buriram United
- Giải bóng đá Ngoại hạng Thái Lan (1): 2013
- Cúp Hiệp hội Bóng đá Thái Lan (2): 2012, 2013
- Cúp Liên đoàn Bóng đá Thái Lan (2): 2012, 2013
- Cúp Hoàng gia Kor (2): 2013, 2014